# Maison à l'Ours noir (Riquewihr)
Pour les articles homonymes, voir Maison à l'Ours noir.
La maison à l'Ours noir est un monument historique situé à Riquewihr, dans le département français du Haut-Rhin.

## Localisation
Ce bâtiment est situé au 27, rue du Général-de-Gaulle à Riquewihr.

## Historique
L'édifice fait l'objet d'une inscription au titre des monuments historiques depuis 1930.

## Architecture

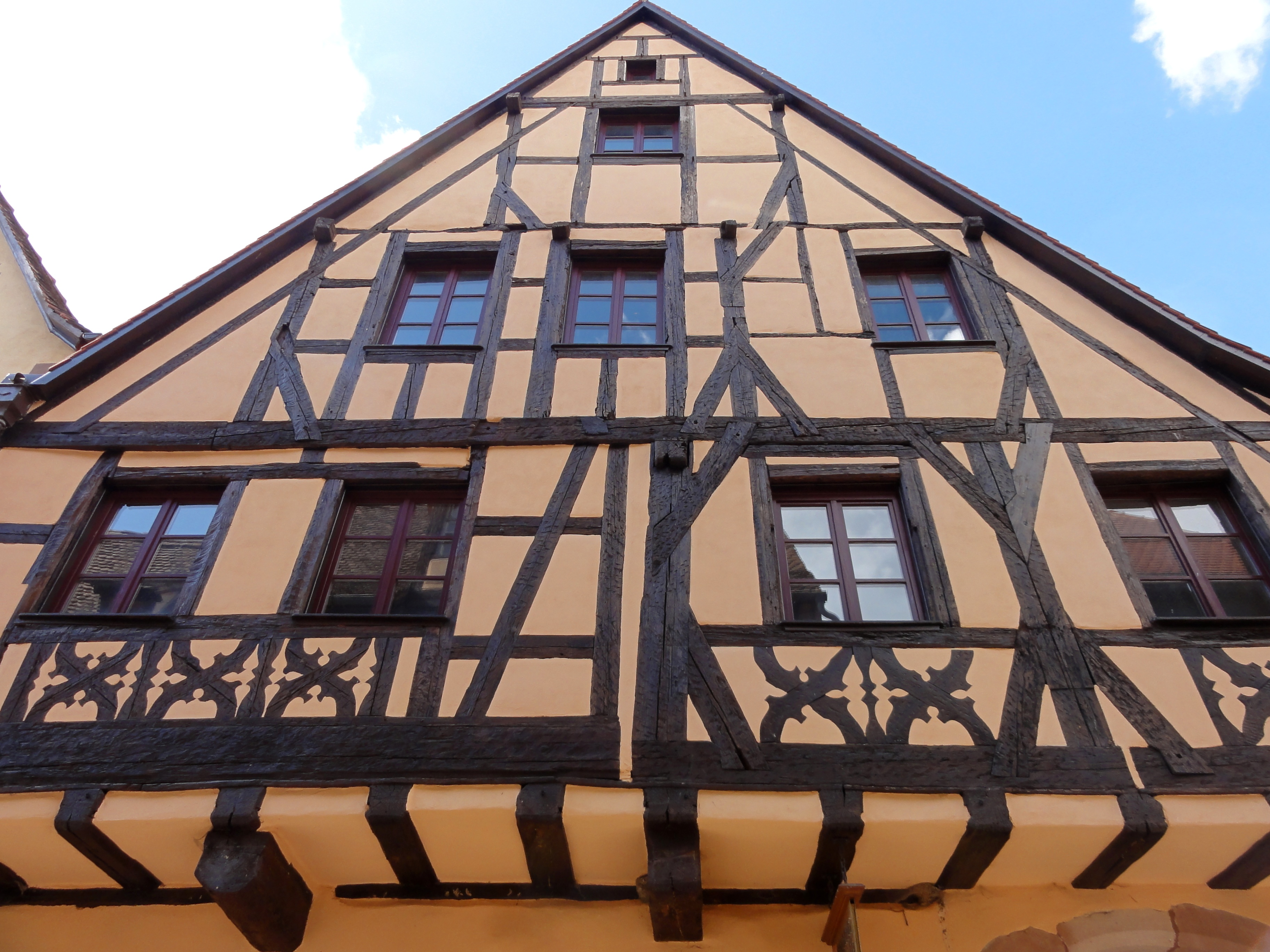